# متطلبات الحصول على تأشيرة لمواطني الكويت
وظائف تصل الكويتية في تلك البلدان. وبالمثل، مواطني دول مجلس التعاون الخليجي الأخرى لا تحتاج إلى تأشيرة لدخول الكويت. أيضا، المواطنين الكويتيين لا تحتاج إلى تأشيرة لدخول العديد من الدول الأعضاء في جامعة الدول العربية.
وفقا ل "مؤشر هينلي وشركاؤه للقيود على التأشيرات 2012"، ويمكن لحاملي جواز سفر كويتي بزيارة 70 بلدا بدون تأشيرة أو فيزا مع وصوله.

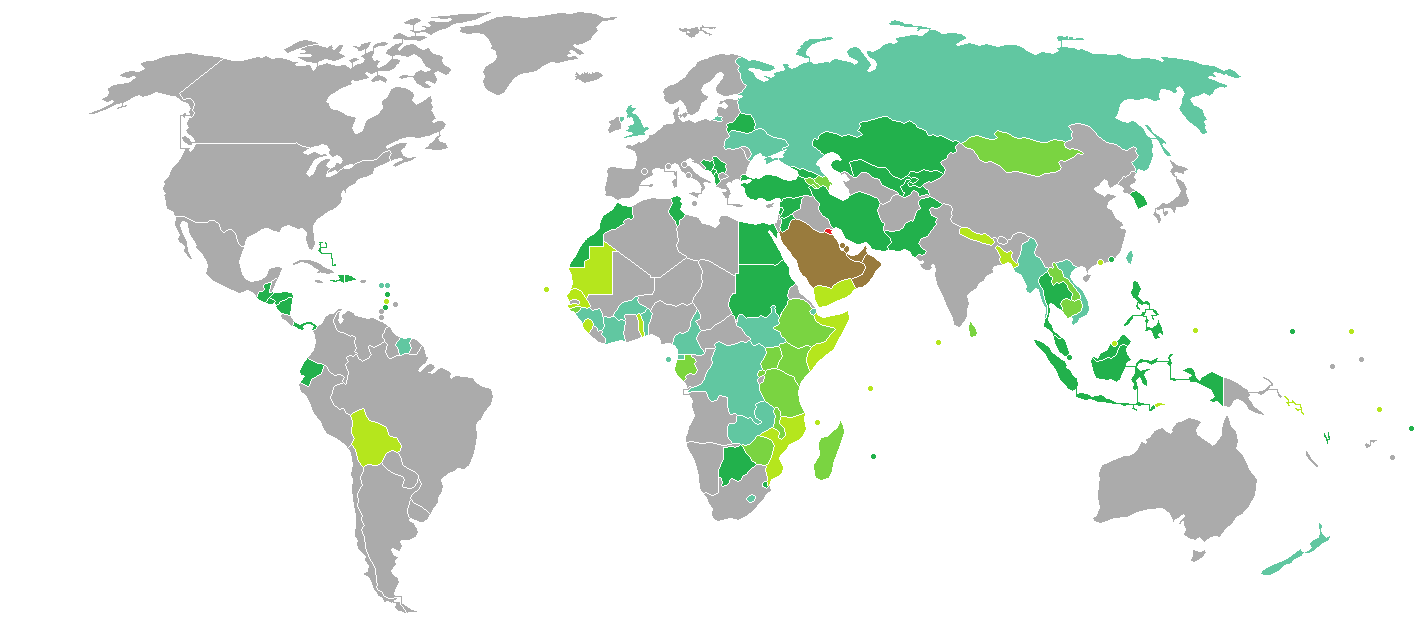
بلدا وإقليما مع مقالات بدون تأشيرة أو تأشيرات عند الوصول لحاملي جوازات السفر الكويتية

## حسب الدولة
| الدولة                      | المتطلبات                           | ملاحظات (باستثاء الرسوم) |
| --------------------------- | ----------------------------------- | --- |
| أفغانستان                   | التأشيرة مطلوبة                     | |
| ألبانيا                     | التأشيرة غير مطلوبة                 | 90 يومًا |
| الجزائر                     | التأشيرة مطلوبة                     | |
| أندورا                      | التأشيرة مطلوبة                     | |
| أنغولا                      | التأشيرة مطلوبة                     | |
| أنتيغوا وباربودا            | تأشيرة إلكترونية                    | |
| الأرجنتين                   | التأشيرة مطلوبة                     | |
| أرمينيا                     | تأشيرة عند الوصول                   | 120 يومًا |
| أستراليا                    | التأشيرة مطلوبة                     | يُمكن التقديم على التأشيرة عبر الإنترنت.                                                                                              |
| النمسا                      | التأشيرة مطلوبة                     | |
| أذربيجان                    | تأشيرة عند الوصول                   | 30 يومًا |
| باهاماس                     | التأشيرة غير مطلوبة                 | 3 أشهر |
| البحرين                     | التأشيرة غير مطلوبة                 | الاتفاقية الخليجية؛ يجب إبراز البطاقة المدنية                                                                                        |
| بنغلاديش                    | تأشيرة عند الوصول                   | 30 يومًا |
| باربادوس                    | التأشيرة مطلوبة                     | |
| روسيا البيضاء               | التأشيرة مطلوبة                     | |
| بلجيكا                      | التأشيرة مطلوبة                     | |
| بليز                        | التأشيرة مطلوبة                     | |
| بنين                        | التأشيرة مطلوبة                     | |
| بوتان                       | التأشيرة مطلوبة                     | |
| بوليفيا                     | تأشيرة عند الوصول                   | 90 يومًا |
| البوسنة والهرسك             | التأشيرة غير مطلوبة                 | 90 يومًا |
| بوتسوانا                    | التأشيرة غير مطلوبة                 | 90 يومًا |
| البرازيل                    | التأشيرة مطلوبة                     | |
| بروناي                      | تأشيرة عند الوصول                   | 30 يومًا |
| بلغاريا                     | التأشيرة مطلوبة                     | |
| بوركينا فاسو                | التأشيرة مطلوبة                     | |
| بوروندي                     | التأشيرة مطلوبة                     | |
| كمبوديا                     | تأشيرة عند الوصول                   | 30 يومًا |
| الكاميرون                   | التأشيرة مطلوبة                     | |
| كندا                        | التأشيرة مطلوبة                     | |
| الرأس الأخضر                | تأشيرة عند الوصول                   | |
| جمهورية أفريقيا الوسطى      | التأشيرة مطلوبة                     | |
| تشاد                        | التأشيرة مطلوبة                     | |
| تشيلي                       | التأشيرة مطلوبة                     | |
| China                       | التأشيرة مطلوبة                     | |
| كولومبيا                    | التأشيرة مطلوبة                     | |
| جزر القمر                   | تأشيرة عند الوصول                   | |
| جمهورية الكونغو             | التأشيرة مطلوبة                     | |
| جمهورية الكونغو الديمقراطية | التأشيرة مطلوبة                     | |
| كوستاريكا                   | التأشيرة مطلوبة                     | |
| ساحل العاج                  | التأشيرة مطلوبة                     | |
| كرواتيا                     | التأشيرة مطلوبة                     | |
| كوبا                        | التأشيرة مطلوبة                     | |
| قبرص                        | التأشيرة مطلوبة                     | |
| التشيك                      | التأشيرة مطلوبة                     | |
| الدنمارك                    | التأشيرة مطلوبة                     | |
| جيبوتي                      | تأشيرة عند الوصول                   | |
| دومينيكا                    | التأشيرة غير مطلوبة                 | 21 يومًا |
| جمهورية الدومينيكان         | بطاقة السائح مطلوبة                 | التأشيرة غير مطلوبة ولكن يُمكن شراء بطاقة السائح عند الوصول.                                                                          |
| الإكوادور                   | التأشيرة غير مطلوبة                 | 90 يومًا |
| مصر                         | التأشيرة غير مطلوبة                 | 3 أشهر |
| السلفادور                   | التأشيرة غير مطلوبة                 | 90 يومًا |
| غينيا الاستوائية            | التأشيرة مطلوبة                     | |
| إريتريا                     | التأشيرة مطلوبة                     | |
| إستونيا                     | التأشيرة مطلوبة                     | |
| إثيوبيا                     | تأشيرة عند الوصول                   | |
| فيجي                        | التأشيرة مطلوبة                     | |
| فنلندا                      | التأشيرة مطلوبة                     | |
| فرنسا                       | التأشيرة مطلوبة                     | |
| الغابون                     | تأشيرة إلكترونية                    | يجب على حاملي التأشيرة الألكترونية الوصول عن طريق مطار ليبرفيل الدولي.                                                               |
| غامبيا                      | التأشيرة مطلوبة                     | |
| جورجيا                      | التأشيرة غير مطلوبة                 | 90 يومًا |
| ألمانيا                     | التأشيرة مطلوبة                     | |
| غانا                        | التأشيرة مطلوبة                     | |
| اليونان                     | التأشيرة مطلوبة                     | |
| غرينادا                     | التأشيرة مطلوبة                     | |
| غواتيمالا                   | التأشيرة غير مطلوبة                 | 90 يومًا |
| غينيا                       | التأشيرة مطلوبة                     | |
| غينيا بيساو                 | تأشيرة عند الوصول                   | 90 يومًا |
| غيانا                       | التأشيرة مطلوبة                     | |
| هايتي                       | التأشيرة غير مطلوبة                 | 3 أشهر |
| هندوراس                     | التأشيرة غير مطلوبة                 | 90 يومًا |
| المجر                       | التأشيرة مطلوبة                     | |
| آيسلندا                     | التأشيرة مطلوبة                     | |
| الهند                       | التأشيرة مطلوبة                     | |
| إندونيسيا                   | التأشيرة غير مطلوبة                 | 30 يومًا. بعض المنافذ. |
| إيران                       | تأشيرة عند الوصول                   | 30 يومًا |
| العراق                      | التأشيرة مطلوبة                     | |
| أيرلندا                     | التأشيرة مطلوبة                     | |
| إسرائيل                     | التأشيرة مطلوبة                     | |
| إيطاليا                     | التأشيرة مطلوبة                     | |
| جامايكا                     | التأشيرة مطلوبة                     | |
| اليابان                     | التأشيرة مطلوبة                     | |
| الأردن                      | التأشيرة غير مطلوبة                 | 3 أشهر |
| كازاخستان                   | التأشيرة مطلوبة                     | |
| كينيا                       | تأشيرة إلكترونية                    | 3 أشهر |
| كيريباتي                    | التأشيرة مطلوبة                     | |
| كوريا الشمالية              | التأشيرة مطلوبة                     | |
| كوريا الجنوبية              | التأشيرة غير مطلوبة                 | 30 يومًا |
| قيرغيزستان                  | التأشيرة غير مطلوبة                 | 60 يومًا |
| لاوس                        | تأشيرة عند الوصول                   | 30 يومًا |
| لاتفيا                      | التأشيرة مطلوبة                     | |
| لبنان                       | التأشيرة غير مطلوبة                 | 6 أشهر |
| ليسوتو                      | التأشيرة مطلوبة                     | |
| ليبيريا                     | التأشيرة مطلوبة                     | |
| ليبيا                       | التأشيرة مطلوبة                     | |
| ليختنشتاين                  | التأشيرة مطلوبة                     | |
| ليتوانيا                    | التأشيرة مطلوبة                     | |
| لوكسمبورغ                   | التأشيرة مطلوبة                     | |
| مقدونيا                     | التأشيرة مطلوبة                     | |
| مدغشقر                      | تأشيرة عند الوصول                   | 90 يومًا |
| مالاوي                      | تأشيرة عند الوصول                   | |
| ماليزيا                     | التأشيرة غير مطلوبة                 | 90 يومًا |
| جزر المالديف                | تأشيرة عند الوصول                   | 30 يومًا |
| مالي                        | التأشيرة مطلوبة                     | |
| مالطا                       | التأشيرة مطلوبة                     | |
| جزر مارشال                  | تأشيرة عند الوصول                   | 90 يومًا |
| موريتانيا                   | تأشيرة عند الوصول                   | |
| موريشيوس                    | التأشيرة غير مطلوبة                 | 90 يومًا |
| المكسيك                     | التأشيرة مطلوبة                     | |
| Micronesia                  | التأشيرة غير مطلوبة                 | 30 يومًا |
| مولدوفا                     | التأشيرة مطلوبة                     | |
| موناكو                      | التأشيرة مطلوبة                     | |
| منغوليا                     | التأشيرة مطلوبة                     | |
| الجبل الأسود                | التأشيرة مطلوبة                     | |
| المغرب                      | التأشيرة غير مطلوبة                 | 90 يومًا |
| موزمبيق                     | تأشيرة عند الوصول                   | 30 يومًا |
| بورما                       | تأشيرة إلكترونية                    | 28 يومًا |
| ناميبيا                     | التأشيرة مطلوبة                     | |
| ناورو                       | التأشيرة مطلوبة                     | |
| نيبال                       | تأشيرة عند الوصول                   | 90 يومًا |
| هولندا                      | التأشيرة مطلوبة                     | |
| نيوزيلندا                   | التأشيرة غير مطلوبة                 | 90 يومًا |
| نيكاراغوا                   | التأشيرة غير مطلوبة                 | 90 يومًا |
| النيجر                      | التأشيرة مطلوبة                     | |
| نيجيريا                     | التأشيرة مطلوبة                     | |
| النرويج                     | التأشيرة مطلوبة                     | |
| سلطنة عمان                  | التأشيرة غير مطلوبة                 | الاتفاقية الخليجية؛ يجب إبراز البطاقة المدنية                                                                                        |
| باكستان                     | التأشيرة مطلوبة                     | |
| بالاو                       | تأشيرة عند الوصول                   | 30 يومًا |
| بنما                        | التأشيرة غير مطلوبة                 | 90 يومًا |
| بابوا غينيا الجديدة         | التأشيرة مطلوبة                     | |
| باراغواي                    | التأشيرة مطلوبة                     | |
| البيرو                      | التأشيرة مطلوبة                     | |
| الفلبين                     | التأشيرة غير مطلوبة                 | 30 يومًا |
| بولندا                      | التأشيرة مطلوبة                     | |
| البرتغال                    | التأشيرة مطلوبة                     | |
| قطر                         | التأشيرة غير مطلوبة                 | الاتفاقية الخليجية؛ يجب إبراز البطاقة المدنية                                                                                        |
| رومانيا                     | التأشيرة مطلوبة                     | |
| روسيا                       | التأشيرة مطلوبة                     | |
| رواندا                      | التأشيرة مطلوبة                     | الڤيرا تؤخذ عبر الإنترنت. |
| سانت كيتس ونيفيس            | تأشيرة إلكترونية                    | |
| سانت لوسيا                  | التأشيرة غير مطلوبة                 | 6 أسابيع |
| سانت فينسنت والغرينادين     | التأشيرة غير مطلوبة                 | شهر واحد |
| ساموا                       | Entry Permit on arrival             | 60 يومًا |
| سان مارينو                  | التأشيرة مطلوبة                     | |
| ساو تومي وبرينسيب           | التأشيرة مطلوبة                     | يمكن الحصور على التأشيرة عن طريق الإنترنت.                                                                                           |
| السعودية                    | التأشيرة غير مطلوبة                 | الاتفاقية الخليجية؛ يجب إبراز البطاقة المدنية                                                                                        |
| السنغال                     | تأشيرة عند الوصول                   | |
| صربيا                       | التأشيرة غير مطلوبة                 | 90 يومًا في فترة 6 أشهر |
| سيشل                        | Visitor's Permit on arrival         | شهر واحد |
| سيراليون                    | التأشيرة مطلوبة                     | |
| سنغافورة                    | التأشيرة غير مطلوبة                 | 30 يومًا |
| سلوفاكيا                    | التأشيرة مطلوبة                     | |
| سلوفينيا                    | التأشيرة مطلوبة                     | |
| جزر سليمان                  | تأشيرة عند الوصول                   | |
| الصومال                     | التأشيرة مطلوبة                     | تأشيرة عند الوصول for 30 يومًا، تقديم رسالة دعوة يقوم بتقديمها الشخص الداعي إلى قسم الهجرة في المطار قبل يومين على الأقل من الوصول. . |
| جنوب أفريقيا                | التأشيرة مطلوبة                     | 18 دينارًا/شهر واحد |
| جنوب السودان                | التأشيرة مطلوبة                     | |
| إسبانيا                     | التأشيرة مطلوبة                     | |
| سريلانكا                    | إذن سفر إلكتروني                    | 30 يومًا |
| السودان                     | التأشيرة مطلوبة                     | |
| سورينام                     | التأشيرة مطلوبة                     | |
| سوازيلاند                   | التأشيرة مطلوبة                     | |
| السويد                      | التأشيرة مطلوبة                     | |
| سويسرا                      | التأشيرة مطلوبة                     | |
| سوريا                       | التأشيرة مطلوبة                     | |
| طاجيكستان                   | تأشيرة عند الوصول                   | 45 يومًا |
| تنزانيا                     | تأشيرة عند الوصول                   | 90 يومًا |
| تايلاند                     | التأشيرة غير مطلوبة                 | شهر واحد في حال السفر جوًّا /15 يومًا في حال السفر أرضًا                                                                                 |
| تيمور الشرقية               | تأشيرة عند الوصول                   | 30 يومًا |
| توغو                        | تأشيرة عند الوصول                   | 7 يومًا |
| تونغا                       | التأشيرة مطلوبة                     | |
| ترينيداد وتوباغو            | التأشيرة مطلوبة                     | |
| تونس                        | التأشيرة غير مطلوبة                 | 3 أشهر |
| تركيا                       | تأشيرة إلكترونية (تأشيرة إلكترونية) | 3 أشهر |
| تركمانستان                  | التأشيرة مطلوبة                     | |
| توفالو                      | تأشيرة عند الوصول                   | شهر واحد |
| أوغندا                      | تأشيرة عند الوصول                   | |
| أوكرانيا                    | التأشيرة غير مطلوبة                 | 90 يومًا |
| الإمارات العربية المتحدة    | التأشيرة غير مطلوبة                 | الاتفاقية الخليجية؛ يجب إبراز البطاقة المدنية                                                                                        |
| المملكة المتحدة             | تأشيرة إلكترونية (EVW)              | |
| الولايات المتحدة            | التأشيرة مطلوبة                     | |
| الأوروغواي                  | التأشيرة مطلوبة                     | |
| أوزبكستان                   | التأشيرة مطلوبة                     | |
| فانواتو                     | التأشيرة غير مطلوبة                 | 30 يومًا |
| الفاتيكان                   | التأشيرة مطلوبة                     | |
| فنزويلا                     | التأشيرة مطلوبة                     | |
| فيتنام                      | التأشيرة مطلوبة                     | |
| اليمن                       | تأشيرة عند الوصول                   | 3 أشهر |
| زامبيا                      | التأشيرة مطلوبة                     | |
| زيمبابوي                    | تأشيرة عند الوصول                   | 3 أشهر |